# Noël Séka
Noël Séka (Allahé, 3 settembre 1984) è un ex calciatore beninese, di ruolo difensore.

## Caratteristiche tecniche
È un difensore centrale.

## Carriera

### Club
Nel 2004, dopo aver giocato in patria con il Requins de l'Atlantique, si trasferisce in Francia, al Créteil-Lusitanos. Nel gennaio 2006 passa al Fyn, squadra della terza serie danese. Nel gennaio 2009 viene acquistato dall'Al-Nasr, squadra della massima serie omanita.

### Nazionale
Ha debuttato in nazionale nel 2004. Ha partecipato, con la nazionale, alla Coppa d'Africa 2008. Ha collezionato in totale, con la maglia della nazionale, 12 presenze.